# Chancre du rosier

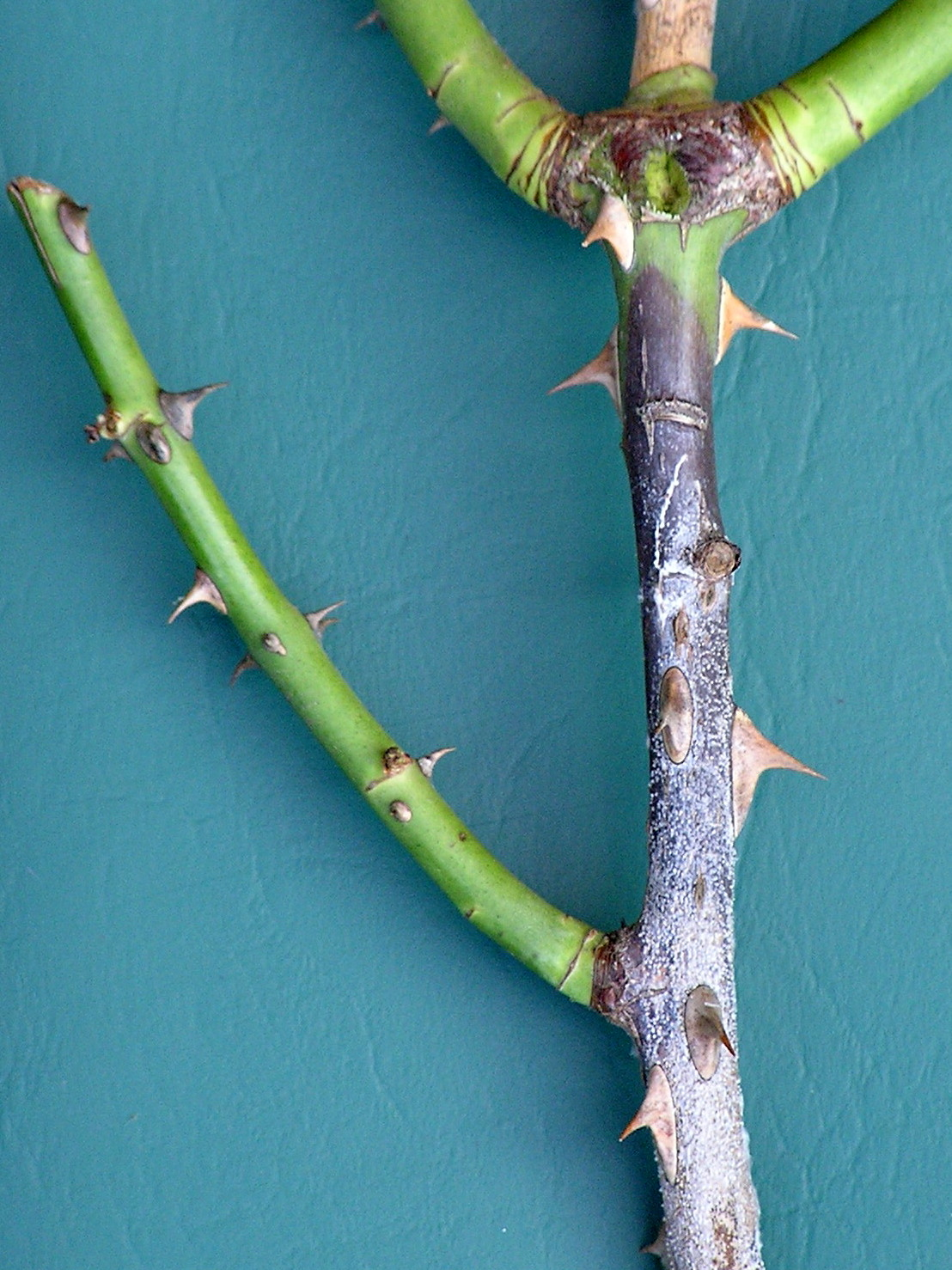
Symptômes de chancre dû à Phomopsis sp.sur tige de rosier.

Le chancre du rosier, ou chancre de la tige du rosier, ou dépérissement du rosier, est une maladie cryptogamique qui affecte les rosiers  (genre Rosa sp.) cultivés en serre ou en pleine terre, ou sauvages. Elle est causée par diverses espèces de champignons ascomycètes, notamment Leptosphaeria coniothyrium, Botryosphaeria ribis, Coniothyrium fuckelii (téléomorphe Diaplella coniothyrium), Coniothyrium wernsdorffiae, Cryptosporella umbrina (anamorphe Diaporthe umbrina), Phomopsis sp. Les champignons responsables du chancre ne sont pas spécifiques du rosier et ont une gamme d'hôtes variée, incluant diverses plantes ligneuses. Ils peuvent affecter toutes les parties aérienne des plantes, mais les dégâts les plus importants se produisent sur les tiges. En l'absence de contrôle, l'infection peut atteindre la totalité de la plante et entraîner sa mort (dépérissement).
Des chancres ont été signalés pour la première fois sur des rosiers en Europe à la fin des années 1800, et aux États-Unis en 1917. 
Cette maladie, qui peut prendre diverses formes, se manifeste par l'apparition sur les tiges de zones mortes, de couleur variable, du bronze clair au brun violacé foncé. Les champignons pathogènes pénètrent dans des tiges saines par des blessures causées par une taille incorrecte, une coupe de fleurs, le vent, des dégâts dus à la grêle, des blessures hivernales et des pratiques culturales. Une fois que le champignon phytopathogène est entré dans la plante, le chancre peut se développer et éventuellement ceinturer la tige, pouvant entraîner le dépérissement de la tige infectée, puis atteindre d'autres tiges et provoquer le dépérissement  de la plante entière.
La lutte contre le chancre du rosier fait appel à des méthodes préventives ou prophylactiques, en particulier en supprimant les tiges atteintes et en stimulant la croissance  de la plante, en évitant de blesser la plante lors des opérations culturales. Des fongicides peuvent également être utilisés.